# Desiátijatka
Desiátijatka (del ruso: Десятихатка) es un posiólok del raión de Kavkázskaya del krai de Krasnodar, en el sur de Rusia. Está situado en las llanuras de Kubán-Priazov, en la cabecera del río Beisug, 6 km al noroeste de Kropotkin y 124 km al nordeste de Krasnodar, la capital del krai. Tenía 215 habitantes en 2010.
Pertenece al municipio Lósevskoye.